# Albán népi iszopolifónia
Az albán népi iszopolifónia az albánok körében népszerű hagyományos zenei szerkesztés- és előadásmód, amely különösen a dél-albániai toszkok és labok körében elterjedt. A Nyugat-Balkán nagy területein elterjedt többszólamú énekes hagyományok köréből a sajátos és erőteljes burdonkíséret emeli ki, egyúttal teszi hangzását archaikussá.

## Eredete és táji változatai
Az albán népzenekutatás ősi örökségként tartja számon a többszólamúságot, mint amely az ókorban az illírek által lakott területek nagy részén fennmaradt, Boszniától Montenegrón át Albániáig. Más elméletek szerint eredete a többszólamú bizánci egyházi énekek előadásában elkülönülő zümmögőkórusra, az iszonra (görög ίσον) megy vissza. Az albán polifóniát a nyugat-balkáni többszólamúének-hagyomány köréből a burdonkíséret mellett az erős epikai jelleg emeli ki, amennyiben a szöveg gyakran a múlt hősies és hazafias mozzanatait eleveníti fel.
A polifon szerkesztési formák változatosak az albánok lakta területeken, többféle zenei előadásmódhoz kapcsolódhatnak, a hangszeres kíséret nélküli énekléstől a pusztán instrumentális muzsikáig. Formailag kettő-négy szólamra fűzik fel a dallamot, amit az iszopolifon formákban burdonkíséret egészít ki. Egyes kétszólamú előadásmódok az északalbán (geg) területeken, különösen Koszovó és Észak-Macedónia albánok lakta vidékein is dívnak. A többszólamúság az Ohridi-tó vidéki albánság köréből is ismert, ahol gyakran zenei kísérettel adják elő dalaikat. Az albán polifónia két kiemelkedően jelentős táji változata azonban elsősorban a toszk és a lab többszólamú éneklésmód. A toszk polifónia területe a Shkumbin és a Vjosa völgyei között húzódik, míg a szinte kizárólag hangszeres kíséret nélküli lab polifónia a Vjosa völgyétől nyugatra – Vlora, Tepelena, Gjirokastra, Saranda körzetében – terjedt el. E nagyobb zenei dialektusok rendkívül gazdagok helyi változatokban, a legtöbb dél-albániai kistáj kialakította sajátos stílusú és előadásmódú többszólamúének-repertoárját, amit ezek nevében is tükröztetnek: a myzeqarçe Myzeqeja, a vlonjaçe Vlora, a dukaçe Dukat, a skraparlliçe Skrapar, a gjirokastriçe Gjirokastra, a kolonjarçe Kolonja polifon zenei hagyományait jelző köznevek stb.

## Előadásmódja
Hagyományosan évszázadok óta csak férfiak vagy csak nők adják elő a polifon dalokat, ami hozzájárult a sajátosan férfi és női énektípusok, előadói stílusok kialakulásához is: nők siratóénekei, férfiak esküvői alkalmi énekei vagy az idős gjirokastraiak pleqërishte (’öregek módjára’) előadott halk dalai. A 20. századtól a vegyes összetételű előadások is egyre gyakoribbak, bár a toszk polifónia területén erősebben tartja magát az elkülönülten éneklő nemek hagyománya. Az énekesek száma soha nem kevesebb háromnál, de miután legáltalánosabban a burdonkíséret mellett három szólamot kell az énekeseknek megszólaltatniuk, ritkán énekelnek ötnél kevesebben.
A dalok előadása során az előénekes által megkezdett dallamra a második szólam ellendallama válaszol egy nagyszekunddal vagy egy kisterccel, a harmadik szólam pedig egy kvarttal mélyebben. Mindegyik szólam énekesének külön megnevezése is van: az előénekes a marrës (’felvevő, megragadó’), a második szólamot toszk földön a mbajtës (’megtartó’) vagy prejtës (’mellészegődő’), a laboknál a kthyes (’visszaküldő, visszafordító’) szolgáltatja, míg a harmadik szólamot a hedhës néven ismert kórustagok viszik. Az iszopolifon előadás esetén ezt a háromszólamú melódiát egészíti ki a kórus burdonkísérete, ami nem más, mint többnyire az e vagy i magánhangzót azonos hangmagasságban és hangszínben – lényegében egyetlen hangot – folyamatosan kitartó kíséret, amely az énekdarab végére, különösen toszk férfi dalok esetében változatlan intenzitással, de egy kvarttal lejjebb csúszva az o magánhangzó kitartásába fordul át. A hangmagasság az előénekes által a dallam legelején hosszan megadott támasztóhanghoz alkalmazkodik, és valamennyi szólamnak egyfajta modális igazodási pontként szolgál az éneklés folyamán. Lab területen előfordul, hogy a burdon nem kitartja az alaphangot, hanem az énekelt szöveg prozódiáját követi le ütemes kiéneklésével. Hangképzés szempontjából a burdonkíséret tagjai csaknem zárt szájjal, orr- és szájüregükben rezonáltatják az így kiadott nazális hangot. A burdon ereje elsődleges szempontú a többszólamú énekek előadása során, egy albán szólás szerint olyan tömörnek kell lennie, amelyen még a puskagolyó sem hatol át.

## Továbbélése
A turizmus felélénkülésével egyre több dél-albániai énekcsoport tartja fenn a polifon énekhagyományt, e tekintetben több együttesével Vlora játssza a legnagyobb szerepet a népi többszólamúság folklorizmusában. A modern művészeti törekvésekben szintén megjelennek ezek az ősi hagyományok; ebben Ardit Gjebrea albán zenész jár az élen, aki délalbán polifon dallamok és modern popzenei megoldások ötvözésével kísérletezve írta több művét. 2008 óta Albánia az albán népi iszopolifóniával képviselteti magát az UNESCO szellemi kulturális örökségi listáján.